# Fontainebrux
Fontainebrux – miejscowość i gmina we Francji, w regionie Burgundia-Franche-Comté, w departamencie Jura.
Według danych na rok 1990 gminę zamieszkiwało 116 osób, a gęstość zaludnienia wynosiła 17 osób/km² (wśród 1786 gmin Franche-Comté, Fontainebrux plasuje się na 627. miejscu pod względem liczby ludności, natomiast pod względem powierzchni na miejscu 656.).